# ZNF720
ZNF720 (англ. Zinc finger protein 720) – білок, який кодується однойменним геном, розташованим у людей на 16-й хромосомі. Довжина поліпептидного ланцюга білка становить 126 амінокислот, а молекулярна маса — 14 454.
| 10         |  | 20         |  | 30         |  | 40         |  | 50         |
| ---------- |  | ---------- |  | ---------- |  | ---------- |  | ---------- |
| MGLLTFRDVA |  | IEFSREEWEH |  | LDSDQKLLYG |  | DVMLENYGNL |  | VSLGLAVSKP |
| DLITFLEQRK |  | EPWNVKSAET |  | VAIQPDIFSH |  | DTQGLLRKKL |  | IEASFQKVIL |
| DGYGSCGPQN |  | LNLRKEWESE |  | GKIILW     |  |            |  |            |

A: Аланін

C: Цистеїн

D: Аспарагінова кислота

E: Глутамінова кислота

F: Фенілаланін

G: Гліцин

H: Гістидин

I: Ізолейцин

K: Лізин

L: Лейцин

M: Метіонін

N: Аспарагін

P: Пролін

Q: Глутамін

R: Аргінін

S: Серин

T: Треонін

V: Валін

W: Триптофан

Задіяний у такому біологічному процесі, як альтернативний сплайсинг. 